# Jorge Javier Romero
Jorge Javier Romero Vadillo es un politólogo, escritor y profesor investigador mexicano. Hizo sus estudios de licenciatura en la Universidad Autónoma Metropolitana, los de maestría en la Facultad de Ciencias Políticas y Sociales de la Universidad Nacional Autónoma de México y los de doctorado en la Universidad Complutense de Madrid. Tiene, también, un diploma de especialización en Derecho Constitucional y Ciencia Política del Centro de Estudios Constitucionales, dependiente de la presidencia del gobierno de España

## Trayectoria académica
Es profesor-investigador titular C del Departamento de Política y Cultura de la Universidad Autónoma Metropolitana (Xochimilco), adscrito al área de Políticas Públicas, y profesor de la división de posgrado de la Facultad de Ciencia Políticas y Sociales de la UNAM.
Ha realizado estancias de investigación en el Instituto de Estudios Sociales Avanzados del Consejo Superior de Investigaciones Científicas de España y ha impartido conferencias en distintas universidades y centros de estudios de México y España. Actualmente realiza una estancia sabática en el Programa de Política de Drogas del CIDE Región Centro, del que dirige el Diplomado de Política de Drogas y el Seminario Interno del PPD.

## Trayectoria pública
Ha sido integrante de la mesa editorial de Nexos; ha participado también en el Comité Editorial de la revista Política y Gobierno del CIDE. Entre junio de 2004 y febrero de 2006 trabajó en el Instituto Federal Electoral, primero como asesor del Consejero Presidente y después como coordinador de asesores de la Secretaria Ejecutiva.
Es integrante del comité directivo de la Coalición Ciudadana por la Educación, presidente del Colectivo por una política integral hacia las drogas y forma parte del Consejo Asesor de la Red de Rendición de Cuentas.

### Periodismo
Ha sido articulista de La Crónica de Hoy y de El Universal y actualmente publica semanalmente en el portal Sin Embargo y es autor de libros y artículos académicos y de divulgación sobre el sistema político mexicano, sobre el sistema educativo y sobre política de drogas.
Sus libros más recientes son "Para entender las instituciones políticas. México en su bicentenario", editado por Nostra (2010) y "Obesidad ¿qué hacer? Políticas al vapor, problema de peso" (2012).